# Кірхзельте
Кірхзельте (нім. Kirchseelte) — громада в Німеччині, розташована в землі Нижня Саксонія. Входить до складу району Ольденбург. Складова частина об'єднання громад Гарпштедт.
Площа — 14,98 км2. Населення становить 1172 ос. (станом на 31 грудня 2021).